# Francisco Paoltroni
Francisco Manuel Paoltroni (General Alvear, 19 de febrero de 1981) es un político, empresario, productor agropecuario argentino, perteneció al espacio de La Libertad Avanza hasta agosto de 2024. Se desempeña como senador nacional por la provincia de Formosa desde 2023.

## Biografía
Nació el 19 de febrero de 1981 en General Alvear (Buenos Aires). Proveniente de una familia de productores agropecuarios, ocupó el quinto lugar entre seis hermanos.
Realizó sus estudios primarios en una escuela rural y completó su educación secundaria en el Centro de Formación Rural de Saladillo (CFR), un establecimiento de formación agraria.
Después de finalizar la secundaria, ingresó a la Universidad Nacional del Centro de la Provincia de Buenos Aires, para estudiar Ingeniería Agrónoma. Sin embargo, debido a dificultades económicas familiares, se vio obligado a abandonar sus estudios y regresar a su región. Durante este período, reanudó sus estudios de Ingeniería Agrónoma en la extensión aúlica de la Universidad Nacional de La Plata. 
A los 20 años asumió la gestión de la explotación del campo familiar junto con su hermano Alejandro.
En 2006 comenzó a trabajar en la consignataria de hacienda Madelan SA en Buenos Aires, lo que lo llevó a residir en diversas localidades del norte argentino. Finalmente, se estableció en Formosa en febrero de 2008 junto a su novia Romina, con quien contrajo matrimonio en marzo del mismo año.
En Formosa, fue designado representante para el desarrollo de remates ganaderos en toda la provincia, desempeñándose en diversas localidades. Durante ocho años consecutivos, destacó como el representante con mayores ventas entre 66 representantes a nivel nacional. Además, en esos años, fundó cuatro empresas en el sector agropecuario: Los Angelitos SRL, dedicada a la recría y engorde de ganado en campos alquilados y propios; Ganaderos de Formosa SRL, especializada en la comisión y transporte de ganado; CSI SRL, centrada en la recría, engorde y agricultura en campo propio; y El Divisadero SRL, dedicada también a la recría, engorde y agricultura en campo propio.[cita requerida]
En 2018, decidió renunciar a Madelan SA para enfocarse plenamente en el desarrollo empresarial. Su empresa Ganaderos de Formosa SRL se registró como consignataria de hacienda, convirtiéndose en la principal de la provincia en tan solo cuatro años. Además, cofundó la empresa Agroindustria de Formosa SRL, dedicada al procesamiento y fabricación de pellets y aceite en Ibarreta. Simultáneamente, reanudó sus estudios como Martillero Público, Tasador y Corredor de Comercio en la Universidad Nacional del Litoral.

### Carrera en la política
En septiembre de 2021, después de las elecciones primarias, decidió ingresar a la política provincial, fundando un nuevo partido político Libertad, Trabajo y Progreso. En las elecciones legislativas de 2021, atrajo la atención mediática al ofrecer ayuda financiera a los formoseños sin recursos para regresar a la provincia y ejercer su derecho al voto. Expresó su disposición a costear personalmente el retorno de alrededor de 120 mil habitantes que se habían desplazado a otras provincias en busca de oportunidades de empleo y progreso para sus familias.
Fue candidato a gobernador de la provincia de Formosa en las elecciones del 25 de junio de 2023. Finalmente fue derrotado, obteniendo el 9,48% de los votos y quedando tercero. Posteriormente, fue candidato a senador nacional, en representación de Formosa, con La Libertad Avanza. Obtuvo el 30,26% de los votos el 22 de octubre.
Inicialmente fue propuesto por Javier Milei para ocupar la Presidencia Provisional del Senado, pero fue reemplazado por el senador de San Luis Bartolomé Abdala, cercano al expresidente Mauricio Macri. Denunció este hecho como una "traición".
El 28 de agosto de 2024 fue expulsado de La Libertad Avanza debido a "diferencias irreconciliables". Paoltroni había lanzado fuertes críticas a la postulación del juez Ariel Lijo como miembro de la Corte Suprema, postulación propuesta por el espacio político del cual era parte. A su vez, criticó fuertemente a Santiago Caputo, asesor presidencial y mano derecha de Javier Milei.

## Historial electoral
|  | 9,48 % |

|  | 23,74 % |

|  | 30,26 % |